# 18441 Cittàdivinci
18441 Cittàdivinci è un asteroide della fascia principale. Scoperto nel 1994, presenta un'orbita caratterizzata da un semiasse maggiore pari a 3,0882455 au e da un'eccentricità di 0,0970820, inclinata di 10,06530° rispetto all'eclittica.
L'asteroide era stato inizialmente battezzato 18441 Cittadivinci per poi essere corretto nella denominazione attuale.
L'asteroide è dedicato a Vinci, cittadina italiana dove nacque Leonardo.